# Hidden Gems (album av Ace of Base)
Hidden Gems är ett samlingsalbum av den svenska popgruppen Ace of Base, utgivet den 6 mars 2015 på Playground Music. Det innehåller låtar som Jonas Berggren och Ulf Ekberg har valt ut.
Albumet finns på CD och vinyl.

## CD eller Vinyl

### Låtlista
| Nr  | Titel                         | Kompositör                                         | Producent | Längd |
| --- | ----------------------------- | -------------------------------------------------- | --------- | ----- |
| 1.  | Would You Believe             | Jonas Berggren, Ulf Ekberg                         |           | 2:50  |
| 2.  | Go Go Go                      | Jonas Berggren, Ulf Ekberg                         |           |       |
| 3.  | Into The Night Of Blue        | Jonas Berggren, Ulf Ekberg, Jonas Saeed            |           | 4:13  |
| 4.  | Don't Stop                    | Jonas Berggren, Ulf Ekberg                         |           |       |
| 5.  | Make My Day                   | Jonas Berggren, Ulf Ekberg                         |           |       |
| 6.  | Mercy Mercy                   | Jonas Berggren, Ulf Ekberg                         |           |       |
| 7.  | No Good Lover                 | Jonas Berggren, Ulf Ekberg                         |           |       |
| 8.  | Summer Days                   | Jonas Berggren, Ulf Ekberg                         |           |       |
| 9.  | Giving It Up (Remake)         | Jonas Berggren, Ulf Ekberg                         |           |       |
| 10. | Come To Me                    | Jonas Berggren, Ulf Ekberg                         |           |       |
| 11. | Prime Time                    | Jonas Berggren, Ulf Ekberg, Ari Lehtonen, D. Massy |           |       |
| 12. | Look Around Me                | Jonas Berggren, Ulf Ekberg                         |           |       |
| 13. | Pole Position                 | Jonas Berggren, Ulf Ekberg                         |           |       |
| 14. | Sunset in Southern California | Jonas Berggren, Ulf Ekberg                         |           |       |
| 15. | Moment of Magic               | Jonas Berggren, Ulf Ekberg                         |           |       |

### Itunes (Bonus Track Edition)
| Nr  | Titel                         | Kompositör                                         | Producent | Längd |
| --- | ----------------------------- | -------------------------------------------------- | --------- | ----- |
| 1.  | Would You Believe             | Jonas Berggren, Ulf Ekberg                         |           | 2:50  |
| 2.  | Go Go Go                      | Jonas Berggren, Ulf Ekberg                         |           |       |
| 3.  | Into The Night Of Blue        | Jonas Berggren, Ulf Ekberg, Jonas Saeed            |           | 4:13  |
| 4.  | Don't Stop                    | Jonas Berggren, Ulf Ekberg                         |           |       |
| 5.  | Make My Day                   | Jonas Berggren, Ulf Ekberg                         |           |       |
| 6.  | Mercy Mercy                   | Jonas Berggren, Ulf Ekberg                         |           |       |
| 7.  | No Good Lover                 | Jonas Berggren, Ulf Ekberg                         |           |       |
| 8.  | Summer Days                   | Jonas Berggren, Ulf Ekberg                         |           |       |
| 9.  | Giving It Up (Remake)         | Jonas Berggren, Ulf Ekberg                         |           |       |
| 10. | Come To Me                    | Jonas Berggren, Ulf Ekberg                         |           |       |
| 11. | Prime Time                    | Jonas Berggren, Ulf Ekberg, Ari Lehtonen, D. Massy |           |       |
| 12. | Look Around Me                | Jonas Berggren, Ulf Ekberg                         |           |       |
| 13. | Pole Position                 | Jonas Berggren, Ulf Ekberg                         |           |       |
| 14. | Sunset in Southern California | Jonas Berggren, Ulf Ekberg                         |           |       |
| 15. | Moment of Magic               | Jonas Berggren, Ulf Ekberg                         |           |       |
| 16. | Hey Darling (Bells version)   | Jonas Berggren, Ulf Ekberg                         |           |       |
| 17. | Cuba, Cuba Libre              | Jonas Berggren, Ulf Ekberg                         |           |       |